# Frontière entre la Libye et l'Union européenne
La frontière entre la Libye et l'Union européenne délimite les territoires voisins sur lesquels la Libye et les États-membres de l'Union européenne exercent leur souveraineté.
De l'adhésion de la Grèce aux Communautés européennes le 1er janvier 1981 jusqu'au 30 avril 2004, la frontière entre la Libye et la CEE, devenue frontière entre la Libye et l'UE le 1er janvier 1993, se superposait à la frontière entre la Grèce et la Libye. Depuis l'adhésion de Malte à l'Union européenne le 1er mai 2004, la frontière entre la Libye et Malte s'est ajoutée à la frontière gréco-libyenne.